# Аргеландер, Фридрих Вильгельм Август
Фридрих Вильгельм Август Аргеландер (нем. Friedrich Wilhelm August Argelander; 22 марта 1799, Мемель — 17 февраля 1875, Бонн) — немецкий астроном.

## Биография
С 1820 года работал ассистентом Бесселя в Кёнигсбергской обсерватории. В 1822 году окончил Кёнигсбергский университет. В 1823 году был назначен наблюдателем только что созданной обсерватории в Або (Турку), в 1832 году переехал в Гельсингфорс (Хельсинки), где руководил постройкой новой обсерватории (была завершена в 1835 году) и до 1837 года возглавлял её. С 1828 года являлся профессором университета в Хельсинки. В 1837 году принял приглашение возглавить кафедру астрономии Боннского университета. В Бонне занимался также строительством университетской обсерватории, которое было завершено в 1845 году. В 1864—1867 годах был председателем Германского астрономического общества.

## Научная деятельность
Основные направления научной деятельности относятся к позиционной астрономии и фотометрии. Внёс большой вклад в организацию широкого систематического изучения переменных звёзд. В 1844 году опубликовал «Воззвание к друзьям астрономии», которое способствовало привлечению интереса к изучению переменных звёзд не только профессионального сообщества, но и астрономов-любителей. Разработал простой метод визуальных оценок блеска исследуемой звезды по сравнению с окружающими постоянными звёздами (метод степеней), который широко применяется и поныне, впервые ввёл десятые доли в измерение звёздных величин, ввел современную номенклатуру переменных звёзд.
Аргеландер предложил обозначать переменные звезды каждого созвездия, в порядке их обнаружения, заглавными буквами латинского алфавита начиная с от R до Z (поскольку буквы до Q встречались в названии звезд в атласе Байера). Например, первая переменная обнаруженная в созвездии Андромеды получала название R Andromedae или сокращенно R And. Вторая переменная звезда в этом же созвездии получила название S And и так далее до Z.
На протяжении более 30 лет — с 1838 по 1870 годы — получил более 12 000 оценок блеска около 40 переменных звёзд, открыл вместе со своими учениками большое количество переменных. В 1843 вышел в свет труд Аргеландера «Новая уранометрия» — атлас и каталог всех звезд, видимых невооруженным глазом. В нём были упорядочены обозначения звезд, четко разграничены созвездия и более точно (до десятых долей) указаны звёздные величины.
В 1852—1859 годах Аргеландер руководил созданием фундаментального каталога «Боннское обозрение», содержащего положения (с точностью до 0,1') и яркости (с точностью до 0,3 звездной величины) всех звезд ярче 9-й визуальной величины от Северного полюса до склонения −2 (всего 324 198 звезд).
Проанализировав собственные движения 390 звезд, получил уверенное подтверждение существования движения Солнца относительно других звёзд, а также подтвердил местоположение апекса, определенное ранее В. Гершелем по собственным движениям всего семи звёзд.

## Научная школа
Сформировал свою школу исследователей переменных звёзд, наиболее известными представителями которой являются И. Ф. Ю. Шмидт, А. Виннеке, А. Крюгер, Э. Шёнфельд, Э. Гейс. Большая часть наблюдений для «Боннского обозрения» выполнена Э. Шёнфельдом и А. Крюгером.

## Награды
- Золотая медаль Королевского астрономического общества (1863);
- В его честь названы кратер на Луне и астероид № 1551[англ.]. В честь его племянницы назван астероид (304) Ольга, открытый в 1891 году.

## Членство в академиях наук
- Берлинская академия наук (1870)
- Петербургская академия наук, член-корреспондент с 1826
- Лондонское королевское общество, иностранный член с 1846
- Шведская королевская академия наук (1846)
- Национальная академия наук США, иностранный член с 1864.